# Triumph TR1
La TR1 (sigla di Triumph Roadster 1) è stato un prototipo di autovettura prodotto dalla Triumph nel 1952. Non entrò mai in produzione di serie.
È stata introdotta nell'ottobre del 1952 al salone dell'automobile di Londra con il nome di Triumph 20TS. Da essa è derivata la Triumph TR2, che è stata presentata al pubblico nel marzo del 1953 al salone dell'automobile di Ginevra. Dopo il lancio della TR2, la 20TS è stata ribattezzata TR1.

## Caratteristiche
La 20TS è stata assemblata utilizzando componenti derivanti da altri modelli. Il motore proveniva da quello della Triumph Mayflower, mentre il telaio derivava da quello installato sulla Standard 8 hp. La carrozzeria venne realizzata con tecniche costruttive poco dispendiose. Il contenimento dei costi fu infatti considerato vitale, dato che la Triumph, in caso di produzione di serie del modello, si sarebbe aspettata vendite basse. Ciò aveva imposto scelte tecniche obsolete: un telaio a longheroni e traverse separato dalla carrozzeria (più consono agli anni trenta che ai cinquanta), un impianto frenante con tamburi su tutte le ruote, un retrotreno ad assale rigido con balestre semiellittiche a foglia e un motore quattro cilindri in linea (con asse a camme laterale) che affondava le proprie radici in quello di un trattore Ferguson. Il prezzo teorico di vendita fu quantificato in 500 sterline. Per quanto riguarda la linea, fu prevista una parte posteriore piuttosto corta.

## Earls Court, Ken Richardson e la TR2
La 20TS è stata introdotta nell'ottobre del 1952 al salone dell'automobile di Londra presso l'Earls Court Exhibition Centre. Le reazioni alla presentazione della 20TS furono contrastanti. Alcuni critici, ad esempio, giudicavano insufficiente lo spazio nel bagagliaio.
Per sperimentare le prestazioni, John Black, presidente della Standard-Triumph, invitò Ken Richardson, ingegnere e collaudatore della BRM, a testare la 20TS. Richardson affermò, dopo le prime prove, che la 20TS fosse "la peggior macchina che avesse mai guidato, una trappola mortale". Infatti, il pilota trovò il modello poco guidabile e scarsamente brillante. Ad esempio, in riferimento a quest'ultima caratteristica, fu registrata una velocità massima di 129 km/h, quindi ben al di sotto dei 145 km/h, che era l'obbiettivo della Triumph. 
A seguito del giudizio di Richardson, Black chiese al collaudatore di aiutare il gruppo automobilistico a riprogettare la vettura. Richardson accettò, e la 20TS fu rivista in molte sue caratteristiche. Il motore fu riprogettato, i freni ingranditi, le sospensioni anteriori vennero modificate ed il telaio fu irrobustito. Inoltre, i tecnici aumentarono lo spazio interno accrescendo le dimensioni del veicolo. Il risultato fu la TR2, che venne presentata nel marzo del 1953 al salone dell'automobile di Ginevra.

## L'eredità del modello
La 20TS fu la capostipite della serie TR. Con l'introduzione della TR2, il modello venne rinominato (non ufficialmente) "TR1". Non si sa se l'unico esemplare prodotto della TR1 sia ancora esistente.